# Góry Kachetyjskie
Góry Kachetyjskie (Góry Kacheckie; gruz. კახეთის ქედი, trl. Kakhet'is K'edi, trb. Kachetis Kedi) – pasmo górskie w południowej części Wielkiego Kaukazu, w Gruzji; dział wodny pomiędzy rzekami Iori i Alazani. Rozciąga się na długości ok. 120 km. Najwyższy szczyt wznosi się na wysokość 2506 m n.p.m. Pasmo zbudowane jest głównie z piaskowców, margli i łupków. Zbocza porośnięte są lasami liściastymi i krzewami; powyżej 2000 m n.p.m. występują łąki górskie. W dolnym piętrze mieszczą się winnice.